# マツノ書店
マツノ書店（マツノしょてん）は、山口県周南市にある古書店。松村勇（初代）が行商の貸本屋から始め、古書店を開いた。2021年10月現在の店主は3代目の松村健。
かつては、徳山駅の北向かいにあったが、1960年代半ばに近鉄松下百貨店脇の路地に移った。2020年10月31日「徳山駅前地区市街地再開発事業」の関係で、周南市銀南街4 徳山銀南街ビル 1Fに移転した。
山口県の地誌、方言、文化から長州藩を中心とした幕末史の文献を特に手広く揃えている。1970年代の半ばから幕末史の重要な原典資料の稀覯本の復刻出版を手がけている。1974年から2018年までで、その総出版点数は、280冊を越えている。この復刻出版は、３代目店主になってから止めている。
2007年第55回菊池寛賞を受賞した。2010年には第67回中国文化賞（中国新聞社主催）を受賞。

## 店主・松村久（2代目）
2代目松村久は、1968年父親から古書店を受け継いだ。加えて、貸本店（「マツノ読書会」）を1960年代から1970年代にかけて営んだ。
この貸本業では独特の工夫を行い、当時常であった貸本専用の俗悪な漫画本・コミックだけではなく、新刊の小説、エッセイ、ノンフィクションの一般書を扱い、2泊3日で、1冊100円で貸し出した。また、ミニコミ「らんぺる」（lampern)を発行し、地方の文化拠点をなしていた。その後、著作権などの問題も生じ、この貸本業は1970年代半ばには幕を閉じた。
こうした活動もあって、松村は、日本読書学会の雑誌「読書科学」や古書店協会の「日本古書通信」などにしばしば読書や古書店の営み、また公立図書館のサービスのあり方についても意見を開陳し、読書界の一言居士としても一目置かれた。彼の著書に、『六時閉店』（マツノ書店 1989年）、『本の周辺』（マツノ書店 2001年）がある。1983年(昭和58年)、全国図書館大会出版流通分科会で発表した「山口県図書館七不思議」が有名。

## 主要な出版物(復刻)
- 福本椿水　『松陰余話』
- 玖村敏雄　『吉田松陰』
- 末松謙澄ほか『防長回天史』
- 広瀬豊　『松陰先生の教育力』
- 福本義亮　『久坂玄瑞全集』
- 末松謙澄　『孝子伊藤公』
- 日本史籍協会　『木戸孝允日記』 全3巻
- 坂崎紫瀾　『維新土佐勤王史』（瑞山會編、冨山房、大正元年）
- 阿部道山　『海軍の先駆者　小栗上野介正伝』（海軍有終会編、昭和16年）
- 蜷川新　『維新前後の政争と小栗上野の死』『続維新前後の政争と小栗上野』合本（日本書院、昭和3年、昭和6年）
- 山口県教育会 編『吉田松陰全集 全１２巻＋別巻』2001年。